# Walk the Earth
Walk the Earth è l'undicesimo album in studio del gruppo rock svedese Europe, pubblicato nel 2017.
Anche grazie a quest’ultimo lavoro la band nell’edizione 2018 dei Grammy Awards, è stata premiata e nominata come band "Best Hard Rock/Metal".

## Tracce
1. Walk the Earth – 4:15
2. The Siege – 4:00
3. Kingdom United – 2:51
4. Pictures – 4:48
5. Election Day – 4:06
6. Wolves – 3:55
7. GTO – 3:29
8. Haze – 3:49
9. Whenever You're Ready – 2:51
10. Turn to Dust – 6:50

## Formazione
- Joey Tempest – voce
- John Norum – chitarra
- John Levén – basso
- Mic Michaeli – tastiera
- Ian Haugland – batteria